# Paradoxa de Teseu

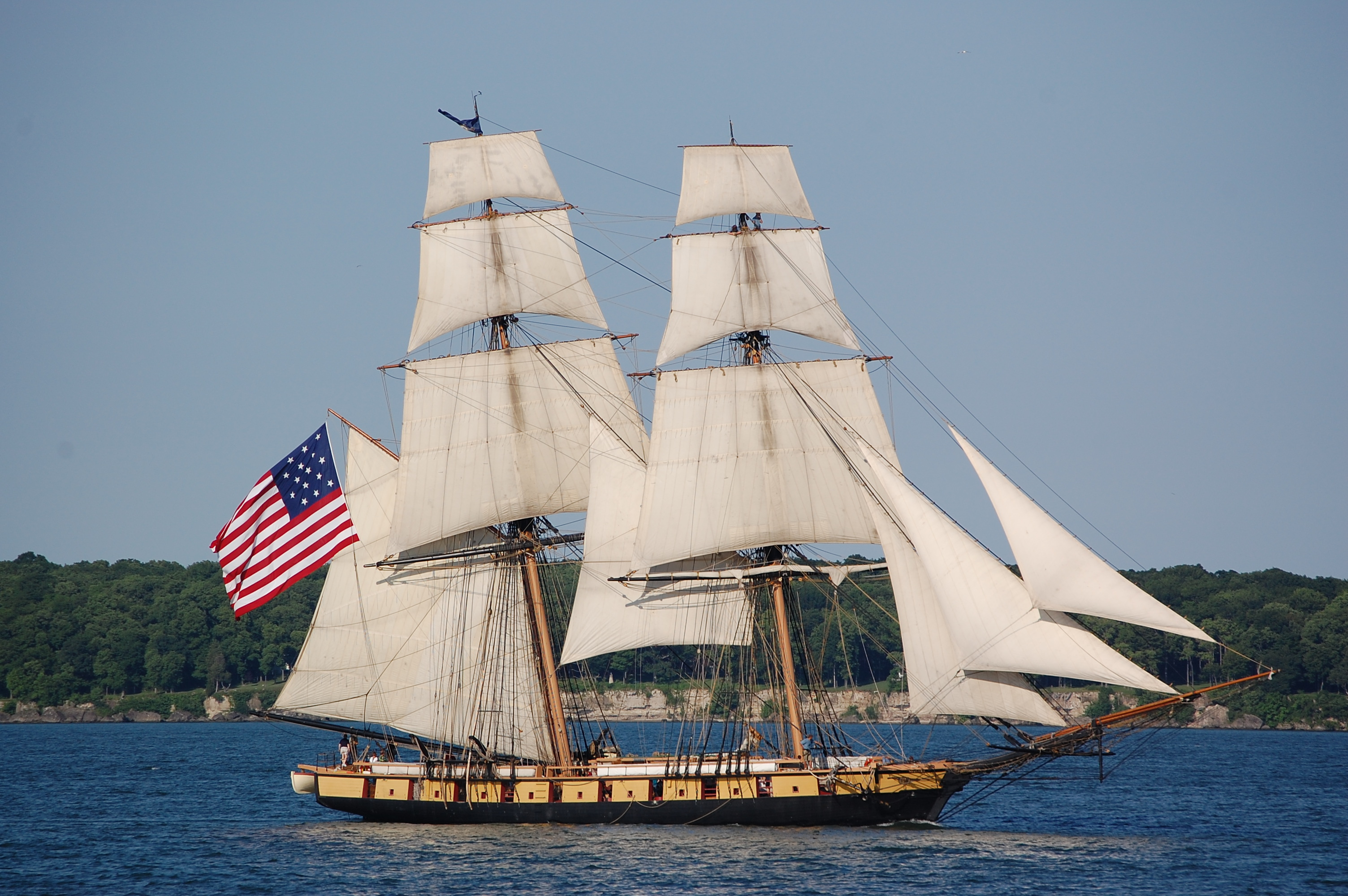
Paquebot de guerra Niagara. Exemple modern de la Paradoxa de Teseu. Avarat el 1812, amb múltiple substitució de tots els elements. Cal ampliar molt la imatge per a distingir l'esnó, gairebé enganxat al pal mestre.

La paradoxa de Teseu, també coneguda com el vaixell de Teseu, és un experiment mental que planteja la qüestió que, si a un objecte se li han canviat tots els seus components, continua sent el mateix objecte. La paradoxa es troba documentada notablement per Plutarc en La vida de Teseu, de les darreries del segle i. Plutarc es preguntava si un vaixell que era restaurat reemplaçant totes i cadascuna de les seves parts de fusta encara era el mateix vaixell.
La paradoxa ha estat debatuda per més filòsofs de l'antiguitat, com ara Heràclit, Sòcrates i ⁣⁣Plató⁣⁣, abans que Plutarc escrigués la seva obra. Més recentment, Thomas Hobbes i John Locke també la discutiren. N'hi ha moltes variants, la més notable de les quals és "la destral de l'avi". Aquest experiment mental és "un model per als filòsofs". Alguns diuen que el vaixell "continuà sent el mateix", i alguns que "no serà pas el mateix".